# Bariumbromat
Bariumbromat ist das Bariumsalz der Bromsäure mit der chemischen Zusammensetzung Ba(BrO3)2.

## Herstellung
Bariumbromat kann durch Kochen einer wässrigen Lösung von Bariumchlorid oder Bariumacetat mit Kaliumbromat hergestellt werden.
{\displaystyle {\ce {BaCl2 + 2KBrO3 -> Ba(BrO3)2 + 2KCl}}}
{\displaystyle {\ce {(CH3COO)2Ba + 2KBrO3 -> Ba(BrO3)2 + 2CH3COOK}}}

## Eigenschaften
Bariumbromat kristallisiert isomorph zu α-Bariumiodat im monoklinen Kristallsystem in der Raumgruppe C2/c (Raumgruppen-Nr. 15) mit den Gitterparametern a = 1332 pm, b = 790 pm, c = 858 pm und β = 134,2° sowie vier Formeleinheiten in der Elementarzelle. Die Löslichkeit in Wasser nimmt mit steigender Temperatur zu: in 1 Liter Wasser lösen sich bei 0 °C 2,86 g, bei 25 °C 7,88 g und bei 99,65 °C 53,9 g Bariumbromat. Bariumbromat tritt üblicherweise als Monohydrat Ba(BrO3)2 · H2O auf, das bei 190 °C sein Kristallwasser abgibt. Dieses kristallisiert ebenfalls monoklin, Raumgruppe I2/c (Nr. 15, Stellung 8), Gitterparameter a = 907,0 pm, b = 789,5 pm, c = 963,0 pm und β = 93,26°. Es ist auch ein Dihydrat bekannt (monoklin, Raumgruppe C2/c (Nr. 15), Gitterparameter a = 1043 pm, b = 719,5 pm, c = 837,5 pm, β = 113,6°).
Beim Erhitzen auf 265 °C zerfällt Bariumbromat in Bariumbromid und Sauerstoff.
{\displaystyle {\ce {Ba(BrO3)2 -> BaBr2 + 3O2 ^}}}
Die Lösungsenthalpie beträgt +54 kJ/mol, das Löslichkeitsprodukt 2,43 · 10−4 mol3/l3.

## Verwendung
Bariumbromat wird als Oxidationsmittel und als Korrosionsinhibitor verwendet.